# Aniano di Asti
Aniano di Asti (fl. V secolo) è stato un vescovo romano vissuto nel V secolo e venerato come santo da tutte le chiese cristiane che prevedono il culto dei santi.
È ricordato nel calendario liturgico il 16 novembre.

## Biografia
Poco si sa di certo sulla vita di Aniano di Asti e non c'è accordo tra gli storici. Forse vissuto nel V secolo, non sono giunti fino a noi dati biografici.
Nel Libera nos del messale della abbazia benedettina di Azzano, nella litania che elenca il gruppo dei santi "confessori", Aniano è elencato al primo posto davanti ai vescovi sant'Ambrogio e san Siro (vissuti nel IV secolo) e questo fa pensare che sia vissuto nel loro stesso periodo.
La tesi è anche avallata dalla presenza nell'elenco del vescovo Secondo presente all'ultimo posto e probabilmente vissuto nel VI secolo.
Aniano è espressamente nominato come vescovo e con il titolo di "confessore" e quindi martire nel senso più largo del termine, nei due calendari-necrologi dell'archivio capitolare con l'indicazione del 17 novembre.
Il 14 luglio, essi ricordano anche una translazione di sant'Aniano vescovo, che probabilmente è il ricordo della prima traslazione del corpo del vescovo in un primo tempo allogato nella cripta di San Giovanni sotto il Duomo astigiano.

## La collegiata di Sant'Aniano
Probabilmente il corpo venne traslato nel IX secolo in una chiesa nei pressi del "Castel vecchio"(Castrum Vetus).

Nell'XI secolo, il Processionale del Duomo di Asti, riportava che il suo corpo era custodito in questa chiesa.
Nel 1024, il vescovo Alrico, costituì in "collegiata" un gruppo di quattro canonici, che "...in perpetuo dovranno prestare il loro servizio a Dio e al beatissinmo Aniano".
La Collegiata così costituita, per il proprio sostentamento, ebbe in dote alcuni immobili presso Vigliano, Gorzano, Govone.
La chiesa divenne parrocchia nel 1286 e i pellegrini che la visitavano godevano di indulgenza plenaria

## Seconda traslazione
Nel 1567, durante l'occupazione spagnola della città di Asti, la chiesa di sant'Aniano in Castel vecchio, venne chiusa al culto ed adibita a magazzino.
Quello stesso anno il corpo del santo venne trasferito per volontà del vescovo Gaspare Capris nella Chiesa di San Sisto nei pressi del Seminario vescovile.
Alla cerimonia, partecipò anche il duca Emanuele Filiberto di Savoia.

## Terza traslazione
Essendo diventata pericolante anche la chiesa di S.Sisto (demolita nel 1690), il corpo del santo il 12 agosto 1696 per volontà del vescovo Innocenzo Milliavacca, venne deposto in duomo sotto l'altare maggiore in un'urna di legno scolpito.